# Johannes Josef Lataste

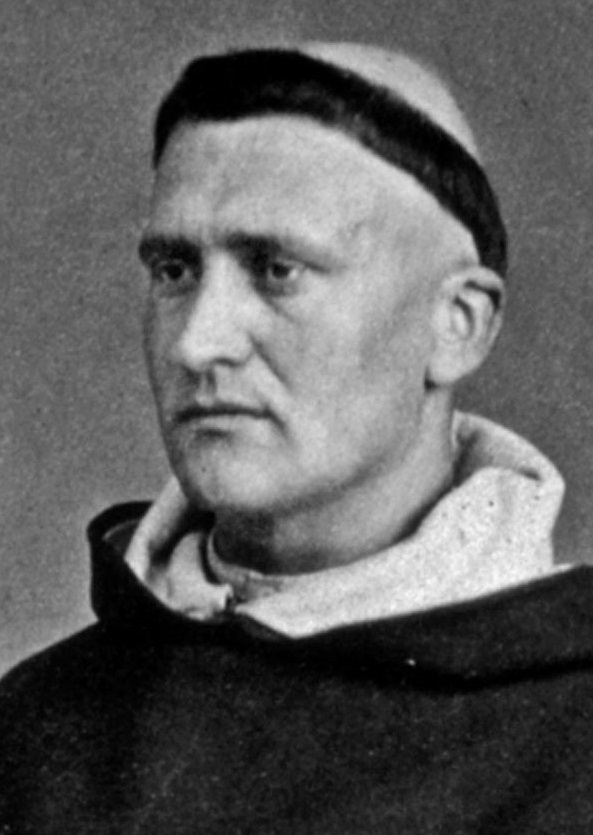
Johannes Josef Lataste OP

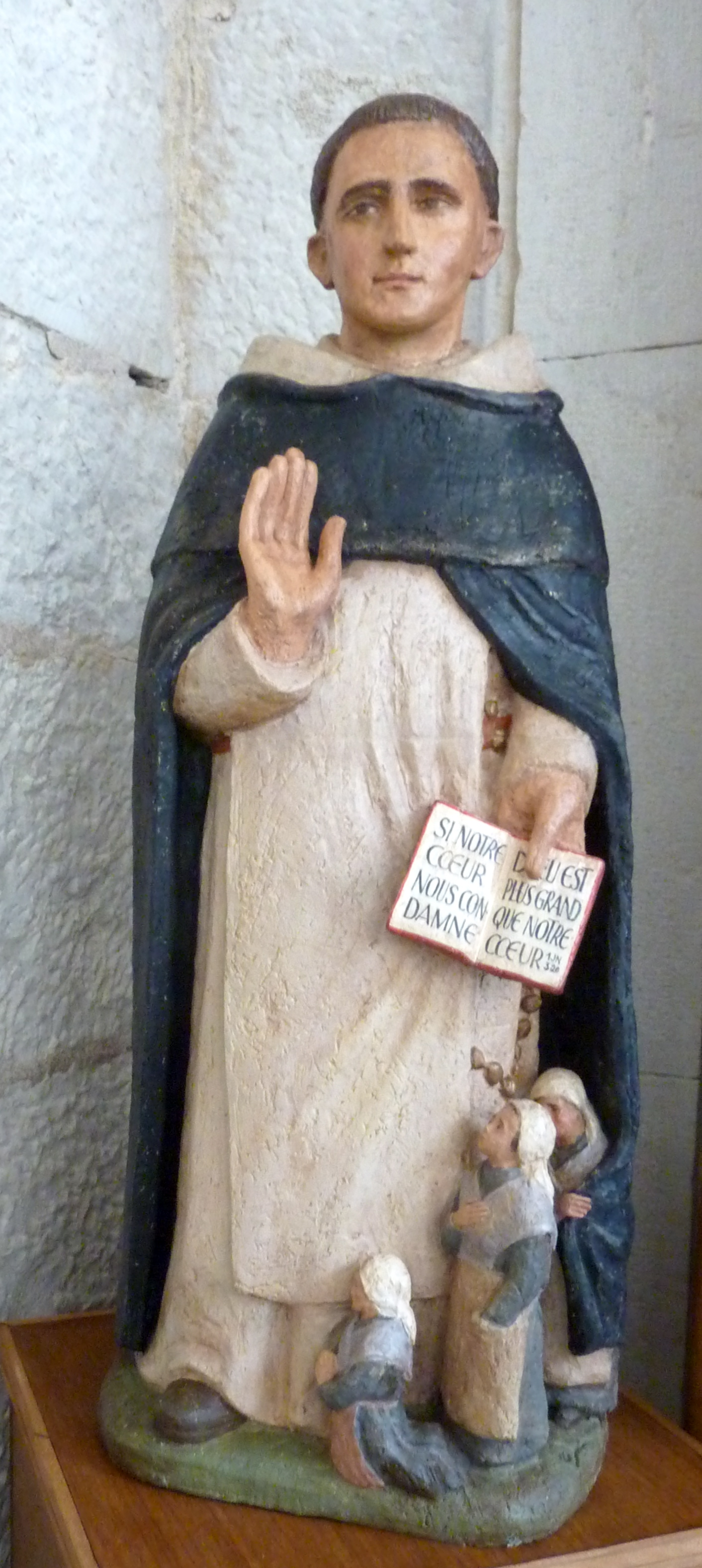
Statuette von Pater Lataste vor der neuen Kapelle der Dominikanerinnen in Montferrand-le-Château. Der Selige ist dargestellt als Apostel der Gefängnisse; Buchinschrift:. Keramik von Sr. Mercédes - Dourgne - F.

Johannes Josef Lataste (dt. Form von Jean Joseph Lataste), bürgerl. Alcide, (* 5. September 1832 in Cadillac; † 10. März 1869 in Frasne-le-Château) war ein französischer Dominikaner. Er wird auch „Apostel der Gefängnisse“ genannt.

## Leben

### Kindheit und Jugend
Alcide Vital Lataste wurde als jüngstes von sieben Kindern am 5. September 1832 im französischen Cadillac geboren. Sein Vater Vital Lataste war ein Freidenker und stand der Religion fern. Später wurde das für seinen Sohn zu einer schweren Sorge. Allerdings hatte der Vater nichts dagegen, dass die Mutter Jeanne Grassiet die Kinder im Glauben erzog. Schon früh äußerte Alcide den Wunsch, Priester zu werden. Daher meldeten die Eltern ihren Sohn am 3. September 1841 im Kleinen Seminar in Bordeaux an, wo er offenbar gerne zur Schule ging und den ersten Kontakt zu einem Dominikaner hatte. Am 10. April 1842 besuchte Pater Lacordaire das Seminar und beeindruckte den jungen Alcide. Dann kamen ihm allerdings Zweifel; er wechselte die Schule und wurde dort in Pau als „für den geistlichen Stand ungeeignet“ beurteilt.

### Ringen um die Berufung
Nach dem Abitur begann er in Bordeaux eine Ausbildung zum Steuerbeamten und lernte dort die Vinzenz-Konferenz (oder Vinzenzgemeinschaft) kennen. Diese christliche Vereinigung engagierte sich für Bedürftige, und Alcide Lataste ließ sich auf eine ihm bisher fremde Welt ein. Von da an sammelte er Spenden und besuchte arme Familien, verteilte Lebensmittelgutscheine und hörte sich die Nöte der Menschen an. Als er 1853 nach seiner Verbeamtung in das 600 km entfernte Privas versetzt wurde, suchte er auch da sofort Anschluss zur örtlichen Vinzenz-Konferenz. Durch dieses Engagement lernte Alcide Lataste die 16-jährige Léonide-Cécile de Saint-Germain kennen. Beide verliebten sich rasch und ernsthaft. Doch Alcide war erst 20 Jahre alt, also noch minderjährig, und sein Vater billigte die Verbindung nicht. Vital Lataste bewirkte hinter dem Rücken seines Sohnes dessen Versetzung nach Pau in der Nähe von Bordeaux. Dort schloss Alcide seine Ausbildung ab und arbeitete in seiner Freizeit wiederum in der Vinzenz-Konferenz. Er hoffte weiter auf eine Ehe mit Léonide-Cécile, ohne jedoch gegen den Vater zu rebellieren. Im Oktober 1855 starben innerhalb weniger Tage zuerst seine Schwester und Patentante Rosy und dann seine Pflegemutter Madame Neveu. Zu beiden hatte er ein inniges Verhältnis gehabt, beide waren auch wichtig für sein geistliches Leben. Seine Schwester war Ordensfrau gewesen, Sr. Saint-Crescentien, und hatte ihn stets in seinem Wunsch Priester zu werden bestärkt. Ihr Tod rief diese Sehnsucht wieder wach und bewegte Alcide zu der Entscheidung, ins Kloster zu gehen. Während er diesen Entschluss noch prüfte, erhielt er am 17. November 1855 die Nachricht vom Tod Léonide-Céciles.

### Ausbildung im Dominikanerorden
Während dieser Phase der Trauer und der Beschäftigung mit existentiellen Fragen begegnete Alcide zum zweiten Mal Dominikanern, diesmal bei einer Volksmission. Vor allem der Prior, P. Saudreau, beeindruckte ihn nachhaltig. Am 11. September 1857 trat er dann tatsächlich bei den Dominikanern ein, zunächst für eine Probezeit in Nerac. Am 4. November 1857 stellte sich Alcide Lataste im Noviziat der Predigerbrüder in Flavigny vor, am 13. November erhielt er den Habit und den Namen Jean-Joseph. Während des Noviziats bekam Frater Lataste gesundheitliche Probleme: zuerst drohte er einen Finger zu verlieren. Nach dem damaligen kanonischen Recht hätte er mit einer versehrten Hand nicht Priester werden können. Der Finger wurde zwar gerettet, doch die Infektion breitete sich im Körper aus und verursachte starke Schmerzen. Die Krankheit beeinflusste die Haltung Frater Latastes zum Leiden und zum Gebet, und sie verzögerte seine Profess. Wirklich geheilt war er erst 1863. Am 10. Mai 1859 legte Frater Jean-Joseph in Toulouse seine Profess ab und wurde anschließend zum Studium nach Chalais versetzt. Am 2. Juli kam unangemeldet der Provinzial, P. Lacordaire, und rief die Gemeinschaft auf, ihr Konventsgebäude aufzugeben und das seit der Revolution verlassene Provinzkloster St. Maximin wieder in Besitz zu nehmen. Möglicherweise stand hinter diesem plötzlichen Umzug der Konflikt zwischen dem Provinzial Lacordaire und dem Ordensmeister Jandel. Sicher ist, dass Lataste der gemäßigten Haltung Lacordaires nahestand und eine allzu starre Auslegung der Ordensregel für wenig sinnvoll hielt. Seine Haltung war mehr vom „gesunden Menschenverstand und nicht von einem Ideal des Klosterlebens bestimmt.“  In St. Maximin wurden damals (und werden noch heute) Reliquien der hl. Maria Magdalena aufbewahrt. Als die Brüder am 20. Mai 1860 ihr zu Ehren ein großes Fest gaben, war Frater Jean-Joseph wieder einmal krank und durfte seine Zelle nicht verlassen. Dafür wurde die Schädel-Reliquie zu ihm gebracht, was ihn tief berührte und nachhaltig in seiner Spiritualität beeinflusste.

### Tätigkeit als Priester
Am 10. Mai 1862 legte Jean-Joseph Lataste seine feierliche Profess ab; am 8. Februar 1863 wurde er in Marseille zum Priester geweiht. Vier Monate später verließ er St. Maximin und begann, erste Erfahrungen als Beichtvater und Prediger zu sammeln.  Vom 15. bis 18. September 1864 sollte er Einkehrtage im Frauengefängnis seiner Heimatstadt Cadillac halten. Er begann sie etwas widerwillig und wurde dann von den Frauen überrascht. Während dieser vier Tage erlebte er eine Inspiration, die ihn von da an nicht mehr losließ und die schließlich zur Gründung der Gemeinschaft der Dominikanerinnen von Bethanien führte. Zunächst war es jedoch nur eine Idee. Er gab den inhaftierten Frauen die Anregung, ihr Gefängnis durch ihre innere Einstellung zu einem Kloster umzuformen. Ein Jahr später, vom 14. bis zum 17. September 1865, hielt er eine zweite Predigtreihe im Gefängnis von Cadillac. Dabei zeigte sich, dass die Frauen seinem Rat gefolgt waren. Nun versuchte er verstärkt, ein Kloster zu gründen, in dem aus der Haft entlassene Frauen einen Ort der Rehabilitation und des geistlichen Lebens finden würden. Er konnte sich allerdings nicht ganz darauf konzentrieren, denn im Oktober wurde er zum Novizenmeister und zum Subprior von Flavigny ernannt. Damit änderte sich sein Lebensrhythmus vollständig, und diese Aufgaben scheinen ihn auch beunruhigt zu haben. Er bemühte sich zwar, ihnen gerecht zu werden, doch sein Einsatz für die gefangenen Frauen ließ ihn nicht los. Da er nicht zugleich ein neues Werk aufbauen und zwei Ämter in seiner eigenen Gemeinschaft ausfüllen konnte, entband ihn der Provinzial am 24. Juli 1866 wieder vom Amt des Novizenmeisters.

## Die Gründung von Bethanien

### Mutter Henrika Dominika
Da P. Lataste von seinen Oberen nicht für sein Projekt freigestellt wurde, brauchte er eine Mitstreiterin, die vor Ort bei den Schwestern die Leitung übernahm. Er fand sie in Sr. Henri Dominique Berthier, in der deutschen Tradition Mutter Henrika Dominika genannt. Am 8. Mai 1866 trafen sich die beiden zum ersten Mal. Allerdings war Sr. Henri Dominique offenbar zunächst überrascht, denn sie hatte sich das Werk anders vorgestellt und erbat deshalb Bedenkzeit. Lataste gab ihr ein Bild zur Meditation: Jesus am Kreuz und darunter Maria, seine reine Mutter, und Maria Magdalena, die bekehrte Sünderin. „Beide sind vereinigt in einem Schmerz und einer Liebe. Sie umarmen sich und vergessen sich selbst aus Liebe zu Jesus – das ist Bethanien und sonst nichts“.

Am 13. April 1866 sagte Sr. Henri Dominique Berthier zu. Sie hat P. Lataste um 37 Jahre überlebt und Bethanien insgesamt fast 40 Jahre als „Mutter Gründerin“ aufgebaut und geleitet.

### Das erste Haus in Frasne
Nach längerer vergeblicher Suche nach einem geeigneten Haus setzte P. Lataste dem Himmel gewissermaßen eine Frist: Er versprach Gott, die neue Gemeinschaft der heiligen Maria Magdalena zu weihen, falls bis zu deren Festtag, dem 22. Juli, ein Haus gefunden sei. In der Tat fand Sr. Henri Dominique wenig später, am 21. Juli 1866, das passende Haus in Frasne, und bis heute ist die heilige Maria Magdalena die Patronin der Dominikanerinnen von Bethanien. Die ersten Bewohner zogen am 9. August ein, die ersten Postulantinnen kamen vier Tage später. Am 14. August 1866 begann das regelmäßige Konventsleben; der Tag gilt als offizielles Gründungsdatum.

### Früher Tod und Grablegung
P. Lataste war sein Leben lang häufig krank. Die Doppelbelastung des Aufbaus von Bethanien parallel zu seiner anderen Arbeit belastete ihn schwer. Am 10. März 1869 starb er in Frasne im Kreis der Schwestern.
Ein Jahr später zogen die Schwestern nach Montferrand, weil das Haus in Frasne zu klein geworden war. Pater Lataste hatte gebeten, seine Gebeine in einem solchen Fall mitzunehmen. Bei der Exhumierung fanden die Zeugen am Sarg „keinerlei Zeichen des Zerfalls“. 1937 wurde der Seligsprechungsprozess eröffnet, der Leichnam erneut exhumiert und vom Friedhof in die Kapelle umgebettet. Da man nach der Seligsprechung Besuchern den Zugang zum Grab ermöglichen wollte, wurden die Gebeine 2012 erneut umgebettet, diesmal in eine eigens errichtete Seitenkapelle außerhalb der Klausur.

## Seligsprechung und Verehrung
Pater Lataste wurde am 3. Juni 2012 in Besançon seliggesprochen. Sein Gedenktag ist sein Geburtstag, der 5. September, da sein Todestag, der 10. März, in die Fastenzeit fällt, in der keine Heiligengedenktage begangen werden.
Die Bezeichnung „Apostel der Gefängnisse“ hatte Pater Lataste selber noch auf dem Sterbebett geprägt. Öffentlich benutzt wird sie seit der Seligsprechung.
2016 geschah in Besançon eine medizinisch unerklärliche Heilung, nachdem zu Pater Lataste gebetet wurde. Falls dies als Wunder anerkannt wird und die französische Bischofskonferenz bestätigt, dass seit der Seligsprechung die Verehrung zugenommen hat, könnte Pater Lataste heiliggesprochen werden. 
Heute berufen sich eine Reihe von Gemeinschaften auf die Spiritualität des Jean-Joseph Lataste: die Dominikanerinnen von Bethanien von Montferrand, die Dominikanerinnen von Bethanien von Venlo, die Laiengemeinschaft im Staatsgefängnis von Norfolk (Massachusetts/USA) und etliche andere, v. a. Laiengemeinschaften.